# Goodwin Knight
Goodwin Jess Knight (ur. 9 grudnia 1896, zm. 22 maja 1970) – amerykański polityk, 31. gubernator stanu Kalifornia (1953–1959).
W czasie pierwszej wojny światowej służył w Marynarce Wojennej Stanów Zjednoczonych. Prawnik, absolwent Uniwersytetu Stanforda, od 1935 sędzia w sądzie w Los Angeles. Karierę polityczną rozpoczął w 1944, kiedy bez powodzenia starał się o nominację z ramienia Partii Republikańskiej na senatora. Wybrany na wicegubernatora Kalifornii w 1946, a następnie ponownie w 1950. Został gubernatorem po rezygnacji gubernatora Warrena, kiedy ten został Prezesem Sądu Najwyższego Stanów Zjednoczonych. W 1954 wygrał wybory na gubernatora na pełną kadencję. Był uznawany za umiarkowanego polityka, utrzymującego dobre kontakty ze związkami zawodowymi. W 1958 r. nie ubiegał się o reelekcję, starając się w zamian bez powodzenia o fotel senatora.